# Gerygone fusca
Gerygone fusca là một loài chim trong họ Acanthizidae.